# Prestopniško leposlovje
Prestopniško leposlovje (v izvirniku Transgressive fiction) je knjižna zvrst, ki se osredotoča na like, ujete v družbene norme in pričakovanja. Teh spon se po navadi rešijo na nenavadne in/ali nezakonite načine. Ker se upirajo splošno sprejetim družbenim normam, se na te protagoniste gleda kot na duševno motene, psihopatske ali nihilistične. Žanr se večinoma ukvarja s tabu temami, kot so droge, spolnost, nasilje, incest, pedofilija in zločin.
Izraz za to zvrst je prvi uporabil kritik Michael Silverblatt, novinar The New York Times, Rene Chun, pa ga je opisal tako:
Književna zvrst, ki grafično raziskuje teme, kot so incest, pohabljanje, rast spolovil na različnih delih telesa, nasilje v mestih, nasilje nad ženskami, zloraba drog in neurejene družine. Vse to temelji na predpostavki, da znanje najdemo le v izkušnjah, telo pa je edini medij za učenje.
Zvrst je bila velikokrat vzrok polemik in veliko začetnikov prestopniškega leposlovja je pristalo na sodišču, zaradi nespodobnega pisanja, med drugimi tudi William S. Burroughs in Hubert Selby ml..
Prestopniško leposlovje ima veliko skupnih lastnosti z žanrom splatterpunk, noir in erotično književnostjo, predvsem prikazovanje prepovedanega obnašanja in šokiranje bralcev. Razlikuje pa se po protagonistih, saj ti pogosto iščejo načine, kako izboljšati sebe in okolico, četudi na nenavadne in skrajne načine. Večina del v žanru se ukvarja z iskanjem lastne identitete, notranjega miru in osebne svobode. Zagovorniki žanra pravijo, da je prestopniško leposlovje sposobno ostre družbene kritike, saj je ne ovirajo meje okusa ali književnih dogovorov.

## Zgodovina
Osnovne ideje prestopniškega leposlovja še zdaleč niso nove. Veliko del, ki dandanes veljajo za klasike, se ukvarjajo s kontroverznimi temami svojega časa. Prvi primeri 'škandaloznega' pisanja so Markiz de Sade, Émile Zola in Fjodor Dostojevski. Pisci zgodnjega dvajsetega stoletja so ob zori Freudove psihoanalize tudi sami raziskovali človeško psiho in spolnost. Najpomembnejši so bili Octave Mirbeau, Georges Bataille in Arthur Schnitzler.
V času Beatnikov sta najbolj znana in kontroverzna pesem Howl Allena Ginsberga in danes še kulten roman Golo kosilo Williama S. Burroughsa. Na drugi strani sveta pa je javnost razburkal Vladimir Nabokov, s še vedno polemičnim romanom Lolita.
Sedemdeseta in osemdeseta so videla pravi razcvet prestopniškega leposlovja v podzemlju. Najbolj priljubljeni in priznani so bili britanski pisec J.G. Ballard, najbolj znan po čudnih in srhljivih distopičnih romanih, Kathy Acker, ameriška feministična pisateljica, ki pa se ni branila direktnosti; ter Charles Bukowski, ameriški pisatelj, znan po svojih zgodbah o ženskarjih, pijancih in hazarderjih. Leta 1971 je Stanley Kubrick posnel kontroverzni film Peklenska pomaranča, devet let po izidu izvirnika, ki ga je napisal Anthony Burgess. Znana je po prizorih posilstev in "ultranasilja", zaradi česar so film prepovedali v Združenem kraljestvu in ZDA.
Z vzponom alternativnega rocka in posebej pesimistično naravnanih subkultur, je prestopniška literatura dobila svoje mesto tudi v devetdesetih in naenkrat postala veliko bolj vplivna in tržno uspešna. Največji dokaz je roman Generacija X kanadskega pisatelja Douglasa Couplanda, ki je izšla leta 1990. Ukvarja se z njegovo generacijo (rojeno po letu 1960), ki je ravno po tej knjigi dobila naziv generacija X. Drugi vplivni avtorji so Bret Easton Ellis, najbolj znan po romanu Ameriški psiho, Irvine Welsh, ki je napisal kultni prikaz škotske mladine, Trainspotting in Chuck Palahniuk, najbolj znan po romanu Klub golih pesti, manifestu proti kapitalizmu in potrošništvu.